# Альбер Вей
Альбер Вей (фр. Albert Weil, 26 грудня 1880 — 5 грудня 1945) — французький яхтсмен.
Срібний призер Олімпійських Ігор 1920 року в класі 6,5 метра.